# René Dufaure de Montmirail

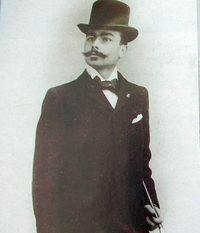
René Dufaure de Montmirail

René Dufaure de Montmirail (* 1876 in Verdun; † 1917 in Marseille) war ein französischer Sportler und Gründer von Olympique Marseille. 

## Biografie
Der in der Champagne geborene Dufaure de Montmirail verbrachte einen Teil seiner Jugend in Algerien, wo sein Vater, ein Offizier, die militärische Garnison in der nordalgerischen Stadt Blida leitete. 

Wappen der Familie Dufaure de Montmirail

Nach dem Abitur ging Dufaure de Montmirail nach Marseille, wo er als Vertreter arbeitete. Bei einem Praktikum in England lernte er den Fußball kennen und war fortan ein begeisterter Anhänger dieses Sports. Als er wieder in Marseille war, gründete er den Football Club de Marseille, in dem zunächst Rugby und bald auch Fußball gespielt wurde. Dieser Verein wurde schon bald in Olympique de Marseille umbenannt. 
Auch das Vereinslogo von OM wurde von René Dufaure de Montmirail entworfen und weist eine bedeutende Ähnlichkeit mit dem Wappen der Familie Dufaure de Montmirail auf, das aus einem rundlichen D und einem M besteht (siehe Foto).
Er war erster Präsident von Olympique Marseille und übertrug das Amt 1902 auf den bisherigen Vizepräsidenten Arnold Bideleux. 
René Dufaure de Montmirail starb 1917 im Alter von 41 Jahren in Marseille.